# Krevnička močová
Krevnička močová (Schistosoma haematobium) je parazitický helmint z čeledi Schistosomatidae, který je původcem tzv. egyptské nebo močové schistosomózy (dříve název bilharzióza). Infekce S. haematobium je silným predispozičním faktorem pro vznik rakoviny močového měchýře. Definitivním hostitelem je člověk, dále byl druh zaznamenán u některých primátů. Mezihostitelem jsou okružákovití plži rodu Bulinus.

## Výskyt

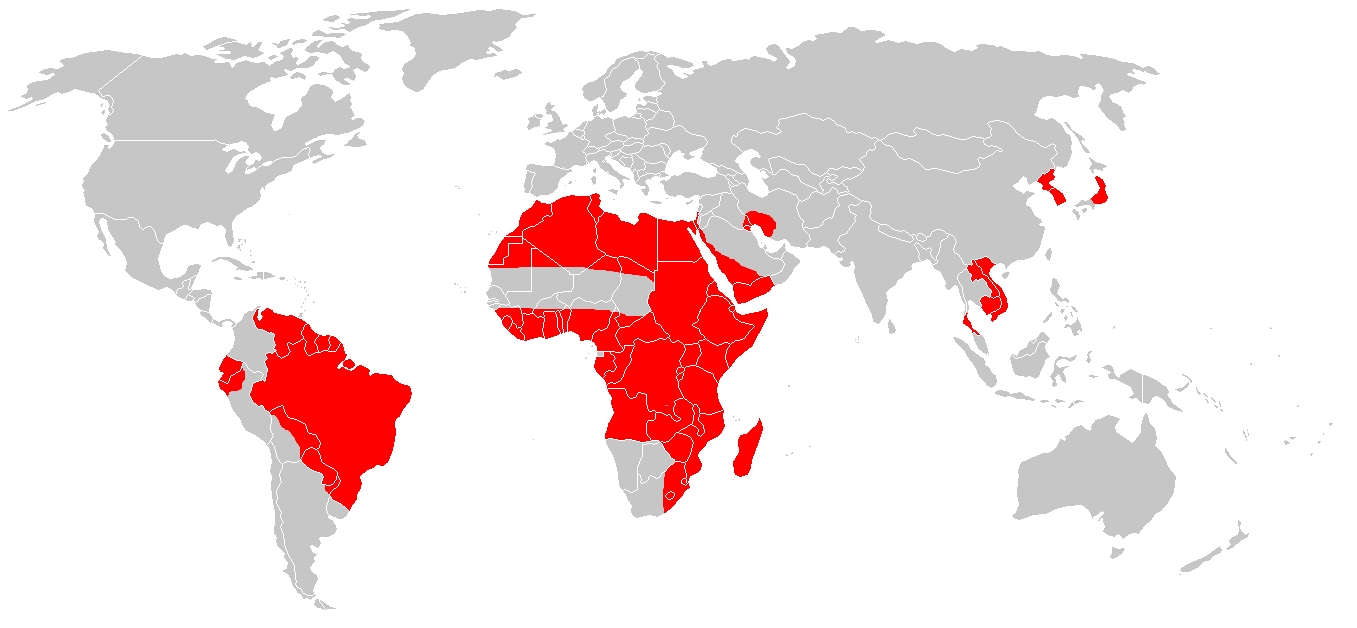
Výskyt bilharziózy

Krevnička močová se vyskytuje na území Afriky, včetně Madagaskaru a na Arabském poloostrově. Zejména pak v oblastech subsaharské Afriky, ale také v severních částech Sahary: oblast Maghreb a delta Nilu.
Vajíčka se našla i v ledvinách staroegyptských mumií z 2. tisíciletí př. n. l. V Evropě byl hlášen výskyt v některých částech Portugalska[zdroj?].
Naopak jedno z mála míst v Africe, kde se nevyskytuje a lze se v něm bezpečně koupat, je jezero Bunyonyi v Ugandě.

## Morfologie
U krevniček močových stejně jako u ostatních schistosom nacházíme výrazný pohlavní dimorfismus. Samci mají rozměry 10×1 mm, samice 12–20×0,2 mm. Čeleď schistosoma zahrnuje gonochoristické motolice. Samice je umístěna v břišní rýze samce (tzv. canalis gynaecophorus), ten neustále přidržuje delší, ale štíhlejší samičku a průběžně ji oplodňuje. Jejich vajíčka mají v jednom pólu umístěný charakteristický trn, kterým pomocí vzniku zánětlivého procesu okolo trnu dokáží rozrušit stěnu krevních kapilár.

## Životní cyklus

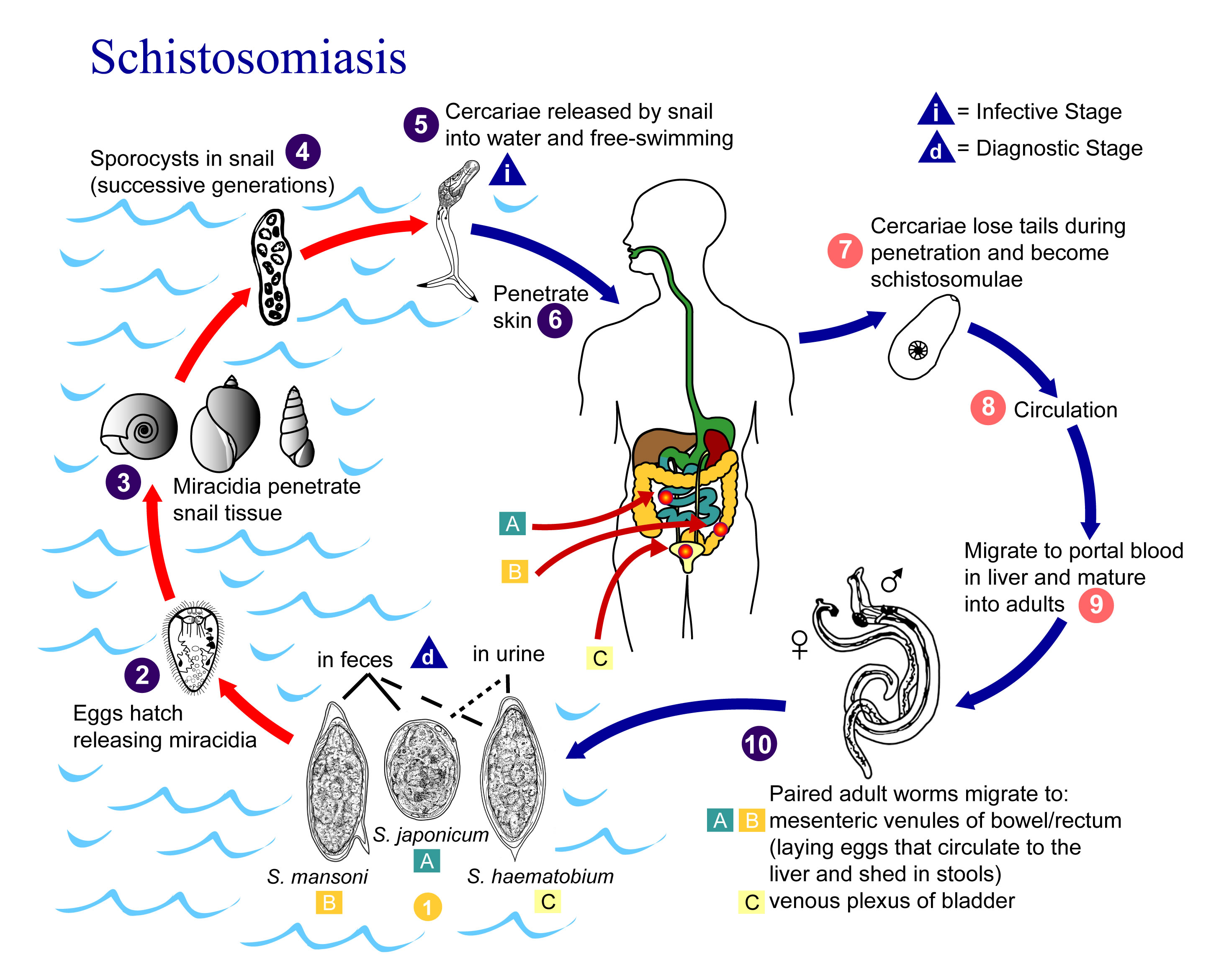
Životní cyklus schistosom

Životní cyklus je složitý a typický pro všechny schistosomy. Konečným hostitelem, ve kterém motolice dospívají a produkují vajíčka, je člověk, mezihostitelem, v němž probíhá larvální vývoj, je specifický druh vodního plže.
Dospělci žijí v pletenci obklopující urogenitálních traktu, kde kladou vajíčka. Samička krevničky druhu Schistosoma haematobium naklade až 30 vajíček za den. Vajíčka penetrují stěnu cév a migrují skrz tkáně do močových cest a odtud s močí do vnějšího prostředí. Z vajíček se ve vodním prostředí ihned líhne obrvené miracidium, které aktivně hledá vhodného mezihostitele, jímž jsou vodní plži rodu Bulinus. Jakmile miracidia najdou plže, penetrují do jeho těla a dochází k asexuálnímu množení. Přes dvě generace sporocyst a se vyvinou konečná larvální stádia - cerkárie, které opouštějí mezihostitele. Furkocerkárie (tj. cerkárie s vidličnatým ocáskem) penetrují do kůže definitivního hostitele. Vniknutí do kůže jim umožní enzymy z penetračních žláz. Během tohoto procesu cerkarie odvrhuje ocásek a přeměňuje se v schistosomulu. Schistosomuli migrují tkáněmi, putují proti krevnímu proudu do žil dokud to průsvit cév dovolí a samice zde klade vajíčka. Většina vajíček se pomocí svých proteolytických enzymů a trnů dostává skrze stěnu cév a okolních orgánů do jejich lumen (močový měchýř) a je z organismu vyloučena.

## Močová schistosomóza
Závažnost infekce závisí: na délce trvání infekce, na množství motolic a na imunitním stavu infikovaného jedince.
Celosvětově je schistosomózou (všechny druhy S. haematobium, S. mansoni a S. japonicum) infikováno přes 200 milionů lidí v 74 zemích a zhruba 700 000 lidí je v přímém ohrožení z infekce. Počet úmrtí za rok je až 11 tisíc lidí.
Při infekci S. heamatobium dochází k postižení především v oblasti urogenitálního traktu. Klíčovým projevem je krev v moči a zánět močového měchýře či zánět močových cest. Krev v moči koreluje s intenzitou infekce, vzniká hematurie. Ve stěnách močového měchýře postupně dochází k fibróze, která je příčinou selhávání ledvin a jiných komplikací. Může rovněž dojít ke vzniku nádorů močového měchýře. S. haematobium se řadí mezi karcinogeny biologické povahy skupiny 1.
U žen schistosomy kladou vajíčka do děložního hrdla a pochvy, čímž mohou vyvolat úpornou bolest při pohlavním styku.Přestože má schistosomóza nízkou míru úmrtnosti, je to velmi oslabující nemoc, která může postiženého na dlouhá léta vyřadit z běžného produktivního života, což má především v rozvojové Africe závažné dopady pro děti i dospělé. Zánět vyvolává bolest, podvýživu, zpomalení růstu a chudokrevnost.
Po celou dobu svého života jsou schopny klást vajíčka, intenzita jejich produkce však klesá, proto se zejména v chronickém stadiu infekce setkáváme s obtížemi při jejich detekci v moči.

## Léčba schistosomózy
Schistosomóza se může manifestovat i několik let po nákaze a jedná se o celosvětově nejvýznamnější tkáňovou helmintózu. Stejně jako u jiných onemocnění je základem pro stanovení diagnózy pečlivě zjištěná anamnéza. Lékem je praziquantel. Lze užívat i preventivně. K účinné ochraně stačí jedna dávka ročně. Dále se používá oxamniquin.